# Източносибирско море
Изто̀чносибѝрско море (на руски: Восточно-Сибирское море) е периферно море на Северения Ледовит океан, край североизточните брегове на Азия, между Новосибирските острови на запад и остров Врангел на изток. На запад чрез протоците Дмитрий Лаптев, Етерикан и Санников и северно от остров Котелни се свързва с море Лаптеви, а на изток чрез протока Лонг и северно от остров Врангел – с Чукотско море. Северната граница на морето преминава приблизително по 200-метровия изобат. В тези си граници площта му е 936 хил.km2, а обемът 42 хил.km3. Средна дълбочина 45 m, максимална 155 m – в северната му част.

## Географска характеристика

### Брегове, заливи, острови, речен приток
Бреговата му линия е слабо разчленена, като има няколко по-големи залива: Чаунска губа, Колимски залив, Омуляхска и Хромска губа. Западните брегове на морето (от Новосибирските острови до делтата на Колима) са низинни, а източните до протока Лонг – планински и стръмни. В него са разположени няколко островни групи: Новосибирските острови (по границата с море Лаптеви), Мечите острови, Айон и Шалауров. Някои от островите цялостно са изградени от изкопаем лед и пясък и са подложени на интензивно разрушение.
В Източносибирско море се вливат няколко големи и множество малки реки: Хрома, Индигирка, Алазея, Колима, Паляваам и др.

### Релеф на дъното
Източносибирско море е разположено в пределите на континенталния шелф, като 72% от площта на дъното му е с дълбочина под 50 m. Дъното му има заравнен релеф и плавно се понижава на север. За формирането на релефа му голяма роля играе вечнозамръзналия почвен слой и изкопаемите ледове, а също и термичната денудация и свързаното с нея заравняване на повърхността. За южните му части са характерни малки подводни долини, които представляват удавени участъци на речни долини от ледниковите и доледниковите периоди и депресии с тектонски произход. Дънните наслаги са предимно от сива тиня, а покрай брегове – тиня, примесена с пясък.

### Климат
Климатът в района на морето е арктичен. Средната лятна температура на въздуха е от 0 до 2 °C на север и до 4 °C на юг, а средната зимна достига –28 °C –30 °C. Годишната сума на валежите е малка 100 – 200 mm.

## Хидроложки показатели
Годишният речен приток средно се равнява на 250 km3 (90% през лятото) и образува слой вода от 265 mm. Площта на разпространение на речните води със соленост под 25‰ е равна на 340 km2, н.е. над 36% от общата морска площ. Под влияние на различните постъпващи води солеността на водата му се изменя от 5 – 10‰ до 18 – 20‰ на юг, а на север се увеличава до 30‰.
Температурата на водата близо до устията на реките е от 4 до 8 °C, а в открито море бързо се понижава до 0 и –1 °C. Зимата под леда температурата в зависимост от солеността и се колебае от –1,2 до –1,8 °C. В дълбочинния слой температурата на водата е под –1,5 °C, а солеността около 30‰.
Морските течения в него образуват циклонален кръговрат, като в северните му части имат западно направление, а в южните – източно. Приливите са правилни, полуденонощни, като амплитудата на колебанията им е от 5 – 7 см до 25 см, а под влияние на ветровете тя може да достигне до 2 m.
През зимата цялото море е покрито с дебела ледена кора. През лятото в западните части от ледовете се освобождава само крайбрежната зона с ширина от няколко десетки до няколкостотин километра, а в източната част плаващите ледове се задържат край бреговете цялото лято, отдръпвайки се незначително на север само при особено благоприятни условия.

## Животински свят, стопанско значение
В крайбрежните води обитават множество видове риби, а от бозайниците се срещат моржове, тюлени, бял северен кит, полярна мечка.
Източносибирско море е част от Северния морски път на Русия. Главни пристанища са Певек (на брега на Чаунска губа) и Амбарчик (в устието на Колима).

## История на изследванията
Началото на усвояването на морето започва през първата половина на ХVІІ век от руските първопроходци, които първи плават покрай бреговете му между устията на големите реки. През 1648 г. Семьон Дежньов заедно със своите сподвижници пръв плава от устието на Колима на изток през Беринговия проток до устието на Анадир. През първата половина на ХVІІІ век са извършени първите дейности по описанието на крайбрежието и островите в Източносибирско море и са съставени първите карти. Особено значителни дейности са извършени от участниците във Великата Северна експедиция (1735-42 г.) и основно от изследванията на отряда на Дмитрий Лаптев през 1739-42 г. Значително по-точни описания и картирания са извършени от експедициите на Пьотър Анжу (1822 г.) и Фердинанд Врангел (1820-24 г.). През ХХ век топографските карти на бреговете на морето са уточнени от експедициите на К. А. Волосович (1909 г.) и Георгий Седов (1909 г.) и хидрографските експедиции в Северения Ледовит океан през 1911-14 г. на кораба „Таймир“. След първото плаване по Северния морски път за една навигация от ледоразбивача „Сибиряков“ през 1932 г. в Източносибирско море започват да се извършват регулярни търговски плавания.

## Национален атлас на Русия
- Източносибирско море[2]